# NGC 4653
NGC 4653 é uma galáxia espiral barrada (SBc) localizada na direcção da constelação de Virgo. Possui uma declinação de -00° 33' 40" e uma ascensão recta de 12 horas, 43 minutos e 51,0 segundos.
A galáxia NGC 4653 foi descoberta em 11 de Abril de 1787 por William Herschel.